# Montpellier Hérault Sport Club 2023-2024 (femminile)
Questa voce raccoglie le informazioni riguardanti la squadra femminile del Montpellier Hérault Sport Club nelle competizioni ufficiali della stagione 2023-2024.

## Divise e sponsor
La grafica riproponeva l'abbinamento cromatico adottato dal Montpellier maschile. Main sponsor era Partouche, lo sponsor tecnico, fornitore delle tenute da gioco, era Nike.
| Casa | Trasferta |

## Organigramma societario
Organigramma tratto dal sito societario.
Area tecnica
- Allenatore: Yannick Chandioux
- Vice allenatore: Baptiste Merle
- Preparatore dei portieri: Brian Cottet
- Preparatore atletico: Allex Humbertclaude
- Medico sociale: Claude Nilles
- Fisioterapisti: Sébastien Gachon, Mélanie Métais
- Intendant: Bruno Guillen, Philippe Soulier
- Analista video: Clément Libreau

## Rosa
Rosa, ruoli e numeri di maglia come da sito ufficiale, integrati dal sito footofeminin.fr.
| N. |                        | Ruolo | Calciatrice          |
| -- | ---------------------- | ----- | -------------------- |
| 1  | Stati Uniti (bandiera) | P     | Cosette Morché       |
| 2  | Danimarca (bandiera)   | D     | Luna Nørgaard Gevitz |
| 3  | Francia (bandiera)     | D     | Marie Levasseur      |
| 4  | Francia (bandiera)     | D     | Marion Torrent       |
| 7  | Francia (bandiera)     | C     | Léa Khelifi          |
| 8  | Francia (bandiera)     | C     | Sonia Ouchene        |
| 9  | Francia (bandiera)     | D     | Kethna Louis         |
| 10 | Francia (bandiera)     | C     | Charlotte Bilbault   |
| 11 | Haiti (bandiera)       | A     | Nérilia Mondésir     |
| 12 | Francia (bandiera)     | D     | Maëlys Mpome         |
| 13 | Stati Uniti (bandiera) | C     | Celeste Boureille    |
| 15 | Francia (bandiera)     | C     | Cyrielle Blanc       |
| 16 | Francia (bandiera)     | P     | Marie Petiteau       |

| N. |                        | Ruolo | Calciatrice         |
| -- | ---------------------- | ----- | ------------------- |
| 17 | Francia (bandiera)     | C     | Judith Coquet       |
| 19 | Francia (bandiera)     | A     | Esther Mbakem-Niaro |
| 20 | Francia (bandiera)     | D     | Maëlle Lakrar       |
| 21 | Camerun (bandiera)     | A     | Nina Ngueleu        |
| 22 | Francia (bandiera)     | A     | Lola Gstalter       |
| 23 | Stati Uniti (bandiera) | A     | Sh'Nia Gordon       |
| 24 | Francia (bandiera)     | D     | Océane Deslandes    |
| 25 | Francia (bandiera)     | A     | Faustine Robert     |
| 29 | Danimarca (bandiera)   | A     | Mille Gejl          |
| 30 | Francia (bandiera)     | P     | Coralie Houamria    |
| 33 | Francia (bandiera)     | D     | Agathe Felden       |
| 34 | Francia (bandiera)     | D     | Maëva Garcia Augier |
| 40 | Francia (bandiera)     | P     | Myriam Messahel     |

## Calciomercato

### Sessione estiva
| Acquisti | Acquisti        | Acquisti            | Acquisti      |
| R.       | Nome            | da                  | Modalità      |
| -------- | --------------- | ------------------- | ------------- |
| P        | Cosette Morche  | Valencia            | fine prestito |
| P        | Marie Petiteau  | Saint-Malo          | fine prestito |
| D        | Marie Levasseur | Fleury              | [ 2 ]         |
| D        | Kethna Louis    | Stade Reims         | [ 2 ]         |
| C        | Sonia Ouchene   | Stade Reims         | [ 2 ]         |
| A        | Sh'Nia Gordon   | Le Havre            | [ 2 ]         |
| A        | Nina Ngueleu    | Paris Saint-Germain | [ 3 ] [ 2 ]   |

| Cessioni | Cessioni             | Cessioni       | Cessioni    |
| R.       | Nome                 | a              | Modalità    |
| -------- | -------------------- | -------------- | ----------- |
| P        | Romane Salvador      | Espanyol       | [ 4 ] [ 2 ] |
| P        | Lisa Schmitz         | Wolfsburg      | [ 2 ]       |
| D        | Inès Belloumou       | Bayern Monaco  | definitivo  |
| D        | Johanna Elsig        |                | svincolata  |
| C        | Dominika Škorvánková | Como           | definitivo  |
| A        | Lena Petermann       | Leicester City | [ 7 ] [ 2 ] |

### Sessione invernale
| Acquisti | Acquisti          | Acquisti               | Acquisti |
| R.       | Nome              | da                     | Modalità |
| -------- | ----------------- | ---------------------- | -------- |
| A        | Mille Gejl Jensen | North Carolina Courage | prestito |

| Cessioni | Cessioni         | Cessioni | Cessioni |
| R.       | Nome             | a        | Modalità |
| -------- | ---------------- | -------- | -------- |
| A        | Dona Scannapieco | Nantes   | [ 8 ]    |

## Risultati

### Division 1

#### Girone di andata
| Arbitro: | Rochebilière |

|                |           |  |
| Robert 3’, 74’ | Marcatori |  |

| Arbitro: | Efe |

|         |           |           |
| Otu 14’ | Marcatori | 69’ Mpome |

| Arbitro: | Beyer |

|                                       |           |           |
| Robert 59’ Deslandes 62’ Mondésir 69’ | Marcatori | 77’ Léger |

| Arbitro: | Daupeux |

|                   |           |             |
| Lardez 51’ (rig.) | Marcatori | 60’ Khelifi |

| Arbitro: | Vanderstichel |

|            |           |                     |
| Robert 52’ | Marcatori | 90+5’ (rig.) Dafeur |

| Villeneuve-d'Ascq 3 novembre 2023, ore 15:00 CET 6ª giornata | Lilla        | 0 – 0 referto | Montpellier | Stadium 1 (1 633 spett.)\| Arbitro: \| Rochebilière \| |
| Arbitro:                                                     | Rochebilière |               |             |                                                        |

| Arbitro: | Daupeux |

|                                                                                |           |  |
| Mpome 14’ (aut.) Diani 17’ Boureille 60’ (aut.) Lakrar 76’ (aut.) Renard 90+5’ | Marcatori |  |

| Arbitro: | Efe |

|                       |           |            |
| Louis 51’ Ouchene 54’ | Marcatori | 69’ Imuran |

| Arbitro: | Collin |

|                                                    |           |                   |
| Katoto 2’ Geyoro 42’ Vangsgaard 65’ Chawinga 90+3’ | Marcatori | 27’ (rig.) Robert |

| Arbitro: | Rochebilière |

|              |           |                                                      |
| Mondésir 62’ | Marcatori | 12’ Thiney 24’ D. Corboz 41’ Bourdieu 847’ Ribadeira |

| Arbitro: | Gerbel |

|                        |           |            |
| Khelifi 13’ Robert 75’ | Marcatori | 72’ Elisor |

#### Girone di ritorno
| Arbitro: | Jeannot |

|  |           |             |
|  | Marcatori | 40’ Khelifi |

| Arbitro: | Vanderstichel |

|               |           |                          |
| Deslandes 35’ | Marcatori | 12’ Gilles 27’ Hegerberg |

| Arbitro: | Gerbel |

|              |           |  |
| Jedlińska 2’ | Marcatori |  |

| Arbitro: | Collin |

|  |           |                                      |
|  | Marcatori | 19’ Robert 62’ Ngueleu 90+2’ Khelifi |

| Arbitro: | Efe |

|                         |           |              |
| Mondésir 69’ Robert 73’ | Marcatori | 53’ Lecaille |

| Arbitro: | Collin |

|                                                     |           |                                       |
| Stievenart 54’ Levasseur 75’ (aut.) Effa Effa 90+4’ | Marcatori | 45’ Torrent 59’ Ouchene 81’ Deslandes |

| Arbitro: | Vanderstichel |

|           |           |                                       |
| Louis 89’ | Marcatori | 10’ Le Guilly 43’ Albert 49’ Chawinga |

| Arbitro: | Gonçalves |

|                         |           |  |
| Bussy 5’, 45’ Matéo 20’ | Marcatori |  |

| Arbitro: | Rochebilière |

|               |           |                         |
| Torrent 45+3’ | Marcatori | 51’ Boilesen 90+5’ Pian |

| Arbitro: | Vanderstichel |

|                                                  |           |  |
| Robert 46’ Khelifi 72’ Mondésir 79’ Gordon 90+3’ | Marcatori |  |

| Arbitro: | Beyer |

|                         |           |                                           |
| Louis 46’ Le Garrec 56’ | Marcatori | 4’ (rig.) Mondésir 35’ Lakrar 78’ Khelifi |

### Coppa di Francia
| Arbitro: | Gerbel |

|                                             |           |  |
| Majri 3’ Horan 38’ Hegerberg 55’ Gilles 64’ | Marcatori |  |

## Statistiche

### Statistiche di squadra
| Competizione     | Punti | In casa | In casa | In casa | In casa | In casa | In casa | In trasferta | In trasferta | In trasferta | In trasferta | In trasferta | In trasferta | Totale | Totale | Totale | Totale | Totale | Totale | DR |
| Competizione     | Punti | G       | V       | N       | P       | Gf      | Gs      | G            | V            | N            | P            | Gf           | Gs           | G      | V      | N      | P      | Gf     | Gs     | DR |
| ---------------- | ----- | ------- | ------- | ------- | ------- | ------- | ------- | ------------ | ------------ | ------------ | ------------ | ------------ | ------------ | ------ | ------ | ------ | ------ | ------ | ------ | -- |
| Division 1       | 32    | 11      | 6       | 1       | 4       | 20      | 16      | 11           | 3            | 4            | 4            | 13           | 20           | 22     | 9      | 5      | 8      | 33     | 36     | -3 |
| Coppa di Francia | -     | -       | -       | -       | -       | -       | -       | 1            | 0            | 0            | 1            | 0            | 4            | 1      | 0      | 0      | 1      | 0      | 4      | -4 |
| Totale           | -     | 11      | 6       | 1       | 4       | 20      | 16      | 12           | 3            | 4            | 5            | 13           | 24           | 23     | 9      | 5      | 9      | 33     | 40     | -7 |

### Andamento in campionato
| Giornata  | 1 | 2 | 3 | 4 | 5 | 6 | 7 | 8 | 9 | 10 | 11 | 12 | 13 | 14 | 15 | 16 | 17 | 18 | 19 | 20 | 21 | 22 |
| --------- | - | - | - | - | - | - | - | - | - | -- | -- | -- | -- | -- | -- | -- | -- | -- | -- | -- | -- | -- |
| Luogo     | C | T | C | T | C | T | T | C | T | C  | C  | T  | C  | T  | T  | C  | T  | C  | T  | C  | C  | T  |
| Risultato | V | N | V | N | N | N | P | V | P | P  | V  | V  | P  | P  | V  | V  | N  | P  | P  | P  | V  | V  |
| Posizione | 5 | 3 | 3 | 4 | 4 | 4 | 6 | 5 | 5 | 6  | 6  | 5  | 6  | 6  | 4  | 4  | 4  | 6  | 7  | 7  | 6  | 6  |

Legenda:

Luogo: C = Casa; T = Trasferta. Risultato: V = Vittoria; N = Pareggio; P = Sconfitta.

### Statistiche delle giocatrici
| Giocatore        | Division 1 | Division 1 | Division 1  | Division 1 | Coppa di Francia | Coppa di Francia | Coppa di Francia | Coppa di Francia | Totale   | Totale | Totale      | Totale     |
| Giocatore        | Presenze   | Reti       | Ammonizioni | Espulsioni | Presenze         | Reti             | Ammonizioni      | Espulsioni       | Presenze | Reti   | Ammonizioni | Espulsioni |
| ---------------- | ---------- | ---------- | ----------- | ---------- | ---------------- | ---------------- | ---------------- | ---------------- | -------- | ------ | ----------- | ---------- |
| C. Bilbault      | 17         | 0          | 4           | 0          | 1                | 0                | 0                | 0                | 18       | 0      | 4           | 0          |
| C. Blanc         | 16         | 0          | 3           | 0          | 1                | 0                | 0                | 0                | 17       | 0      | 3           | 0          |
| C. Boureille     | 20         | 0          | 2           | 0          | -                | -                | -                | -                | 20       | 0      | 2           | 0          |
| J. Coquet        | 11         | 0          | 0           | 0          | 1                | 0                | 0                | 0                | 12       | 0      | 0           | 0          |
| O. Deslandes     | 19         | 3          | 4           | 0          | 1                | 0                | 0                | 0                | 20       | 3      | 4           | 0          |
| A. Felden        | 0          | 0          | 0           | 0          | -                | -                | -                | -                | 0        | 0      | 0           | 0          |
| M. Garcia Augier | 0          | 0          | 0           | 0          | -                | -                | -                | -                | 0        | 0      | 0           | 0          |
| M. Gejl          | 7          | 0          | 0           | 0          | -                | -                | -                | -                | 7        | 0      | 0           | 0          |
| L. Gevitz        | 7          | 0          | 0           | 0          | -                | -                | -                | -                | 7        | 0      | 0           | 0          |
| S. Gordon        | 19         | 1          | 0           | 0          | -                | -                | -                | -                | 19       | 1      | 0           | 0          |
| L. Gstalter      | 8          | 0          | 0           | 0          | -                | -                | -                | -                | 8        | 0      | 0           | 0          |
| C. Houamria      | 0          | 0          | 0           | 0          | -                | -                | -                | -                | 0        | 0      | 0           | 0          |
| L. Khelifi       | 18         | 6          | 3           | 0          | 1                | 0                | 0                | 0                | 19       | 6      | 3           | 0          |
| M. Lakrar        | 19         | 1          | 1           | 0          | 1                | 0                | 0                | 0                | 20       | 1      | 1           | 0          |
| M. Levasseur     | 21         | 0          | 2           | 0          | 1                | 0                | 0                | 0                | 22       | 0      | 2           | 0          |
| K. Louis         | 21         | 2          | 3           | 0          | 1                | 0                | 0                | 0                | 22       | 2      | 3           | 0          |
| E. Mbakem Niaro  | -          | -          | -           | -          | -                | -                | -                | -                | -        | -      | -           | -          |
| M. Messahel      | 0          | 0          | 0           | 0          | -                | -                | -                | -                | 0        | 0      | 0           | 0          |
| N. Mondésir      | 22         | 5          | 3           | 0          | 1                | 0                | 0                | 0                | 23       | 5      | 3           | 0          |
| C. Morché        | 6          | -8         | 0           | 0          | 1                | -4               | 0                | 0                | 7        | -12    | 0           | 0          |
| M. Mpome         | 15         | 1          | 7           | 0          | -                | -                | -                | -                | 15       | 1      | 7           | 0          |
| N. Ngueleu       | 20         | 1          | 3           | 0          | 1                | 0                | 0                | 0                | 21       | 1      | 3           | 0          |
| S. Ouchene       | 22         | 2          | 3           | 0          | 1                | 0                | 0                | 0                | 23       | 2      | 3           | 0          |
| M. Petiteau      | 16         | -26        | 0           | 0          | 0                | 0                | 0                | 0                | 16       | -26    | 0           | 0          |
| F. Robert        | 22         | 9          | 0           | 0          | 1                | 0                | 0                | 0                | 23       | 9      | 0           | 0          |
| D. Scannapieco   | -          | -          | -           | -          | -                | -                | -                | -                | -        | -      | -           | -          |
| M. Torrent       | 20         | 2          | 4           | 0          | 1                | 0                | 0                | 0                | 21       | 2      | 4           | 0          |